# Republica Democratică Moldovenească
Republica Democratică Moldovenească sau Republica Populară Moldovenească (rusă Молдавская Народная Республика, sub acest nume este prezent în sursele rusești și sovietice) a fost un stat efemer a cărui autonomie față de Imperiul Rus a fost proclamată la 2 decembrie 1917 de către Sfatul Țării din Basarabia, organ reprezentativ al populației din regiune, ales în octombrie-noiembrie 1917, odată cu începuturile Revoluției rusești din februarie a aceluiași an și cu dezintegrarea puterii politice din Imperiul Rus.
Inițial, Republica Democratică Moldovenească a fost declarată parte a unei viitoare Rusii federale, dar la 24 ianuarie 1918 și-a proclamat independența. În Declarația Sfatului Țării din 2 decembrie 1917 se menționează textual: „Basarabia, sprijinindu-se pe trecutul său istoric, se declară de azi înainte Republică Democratică Moldovenească, care va intra în alcătuirea republicei federative democratice rusești, ca părtaș cu aceleași drepturi.”
La 27 martie/9 aprilie 1918, Sfatul Țării, organul conducător al republicii, a votat unirea Republicii Democratice Moldovenești cu România.

## Istorie
Informații suplimentare: Declarația drepturilor popoarelor din Rusia
În condițiile de anarhie, stabilită pe întreg teritoriul Imperiului, datorită revoluției rusești, guvernatorul Guberniei Basarabia a demisionat și și-a transmis atribuțiile în mod legal, lui Constantin Mimi. Proceduri similare au avut loc în toate guberniile Imperiului.
Un congres, ce a avut loc în octombrie 1917, a votat demiterea lui Mimi și l-a desemnat pe Ion Inculeț ca noul conducător.
Datorită situației grele existente pe tot teritoriul Imperiului, conducătorii Republicii Democratice Moldovenești: Ion Inculeț, Daniel Ciugureanu, Pantelimon Halippa, Nicolae Bosie-Codreanu, Ion Pelivan, Nicolae Sacară au cerut sprijin pentru restabilirea ordinii generalului rus Dmitri Șcerbaciov, comandantul armatei ruse de pe frontul român. Deoarece acesta nu avea ostași disponibili, armata rusă fiind și ea în stare de anarhie la acea vreme, a înaintat cererea respectivă aliaților români. 
Ca urmare a acestei cereri, în ianuarie 1918 armata română a intrat în Basarabia. Sovietul bolșevic din Chișinău, aflând despre chemarea trupelor române, a declarat că nu se va mai supune Sfatului Țării și a anunțat o primă pentru capetele conducătorilor guvernului Republicii (Cristi, Pelivan și Codreanu). Până la urmă însă bolșevicii au fost nevoiți să părăsească Basarabia. Pe 13 ianuarie 1918 armata română a intrat în Chișinău.

## Proclamarea independenței

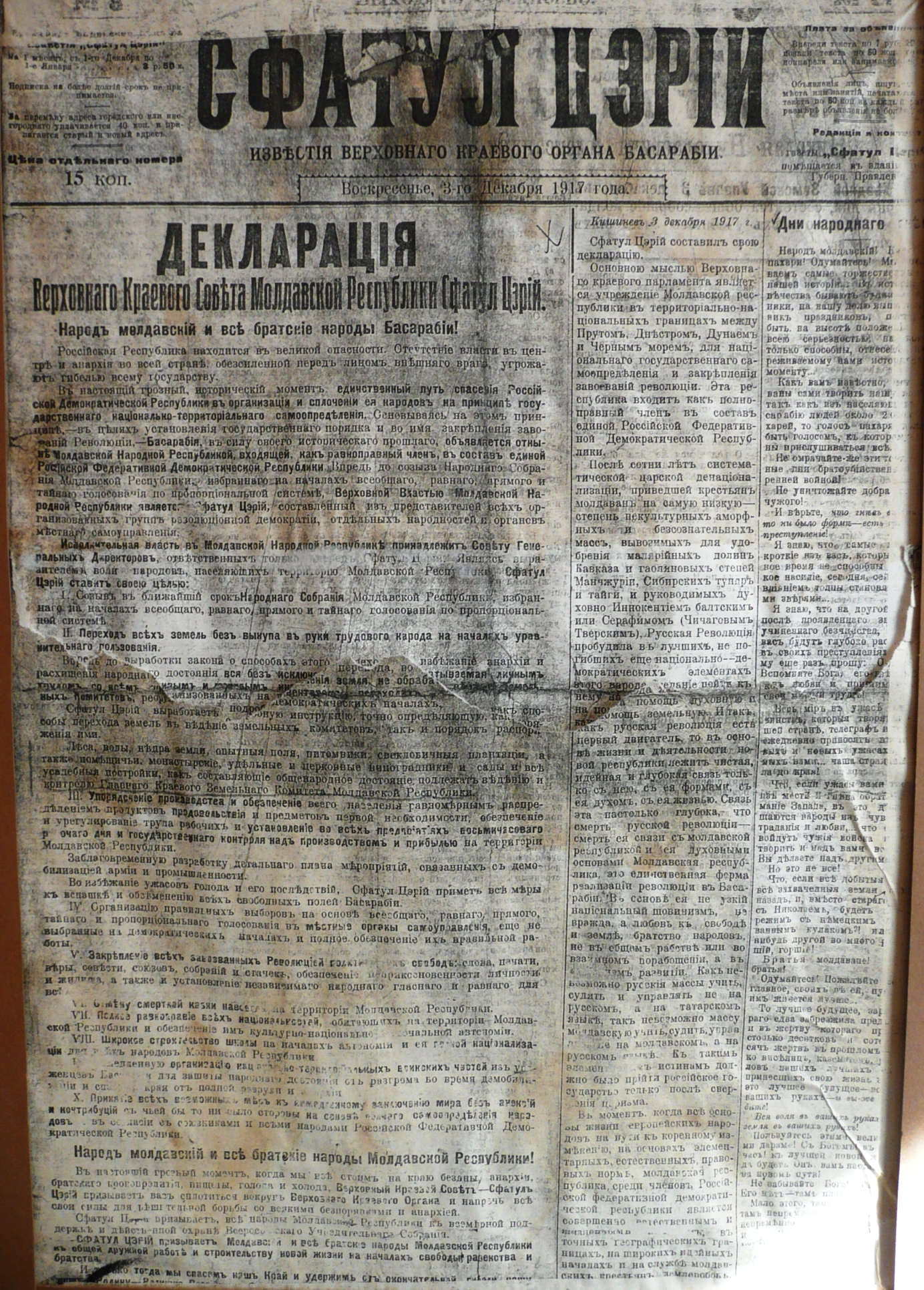
Declarația privind proclamarea Republicii Populare Moldovenești din 1917

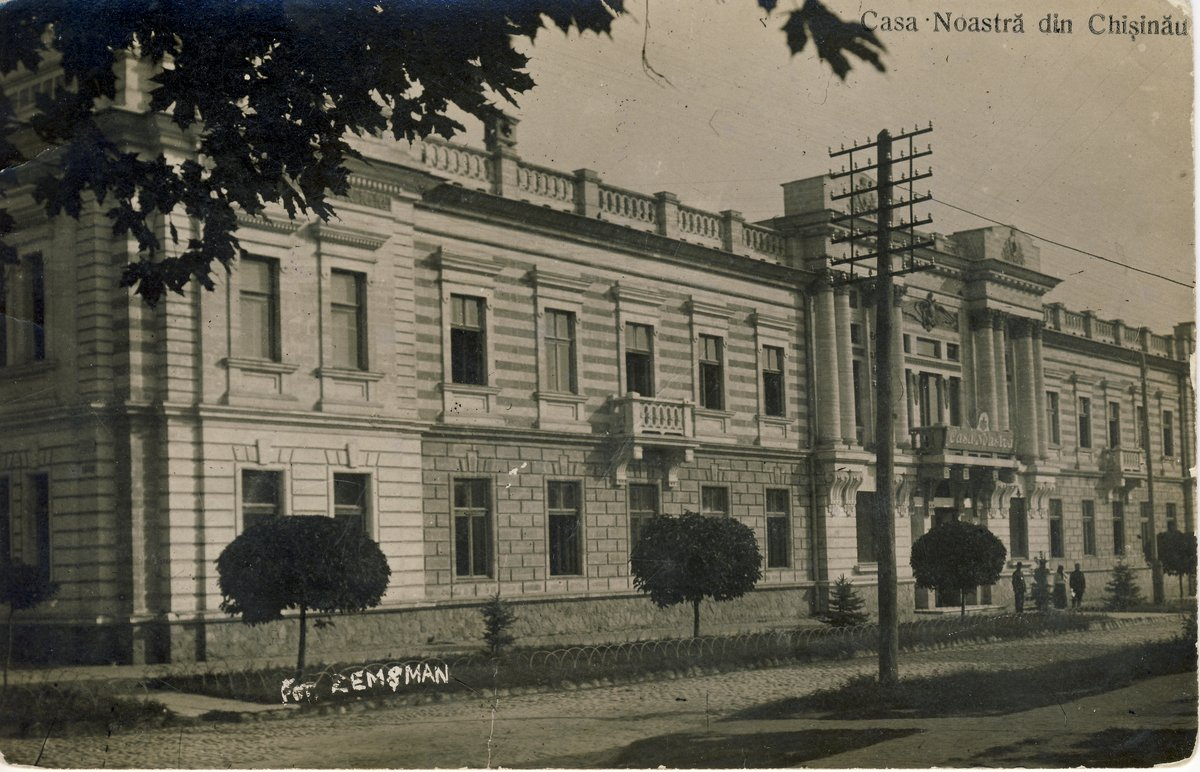
Sediul din Chișinău al Consiliului de Miniștri al RDM

Pe 24 ianuarie 1918, Sfatul Țării a votat în unanimitate pentru proclamarea independenței Republicii Moldovenești. Consiliul Director a fost redenumit în Consiliul de Miniștri. Prim-ministru al noii Republici a devenit Daniel Ciugureanu (de fapt a fost o reconfirmare a funcției, prin prisma faptului că a fost ales Prim-director pe 16 ianuarie 1918), iar Ion Inculeț a fost reconfirmat ca președinte.

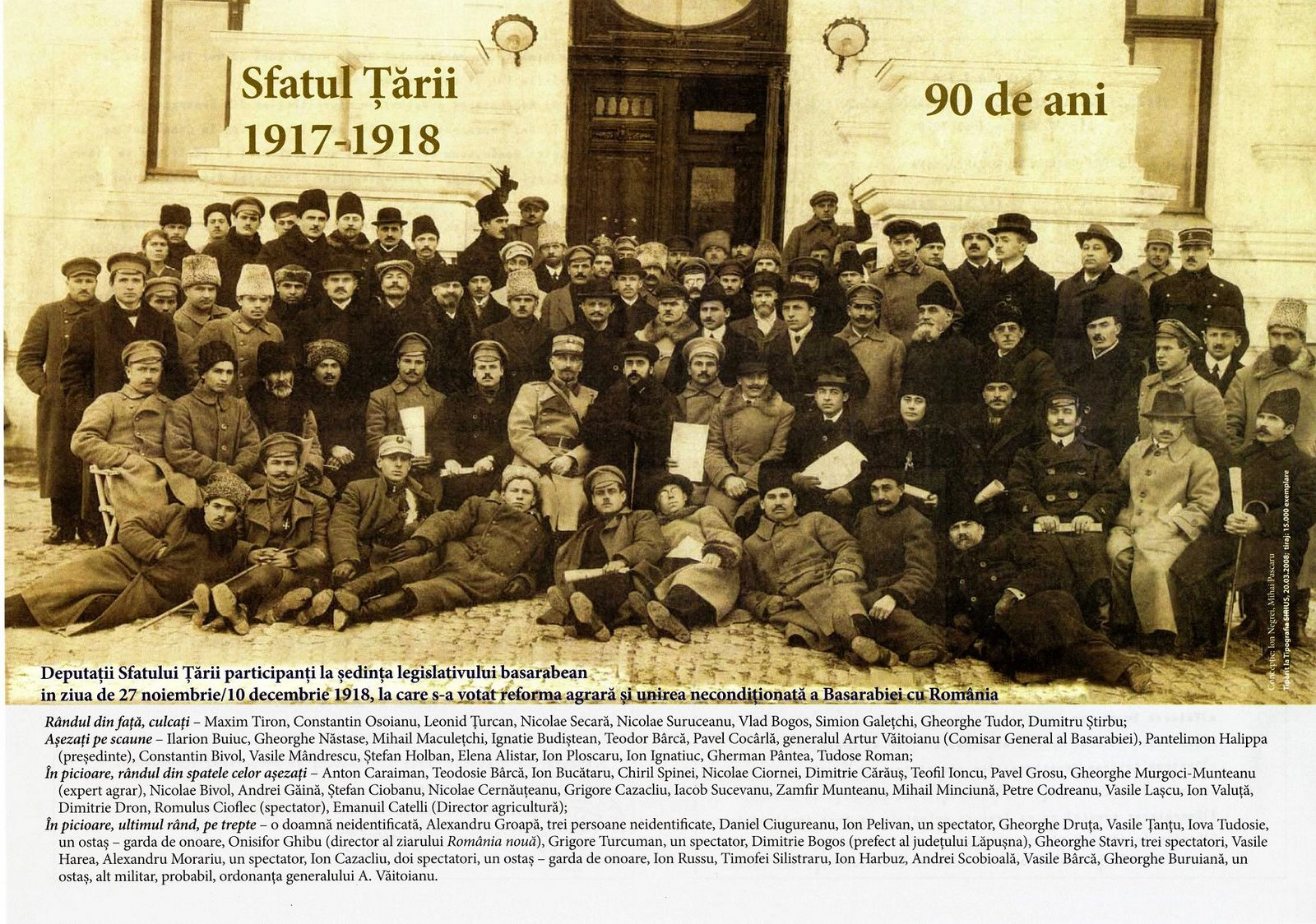
Membrii Sfațului Țării, 10 decembrie 1918
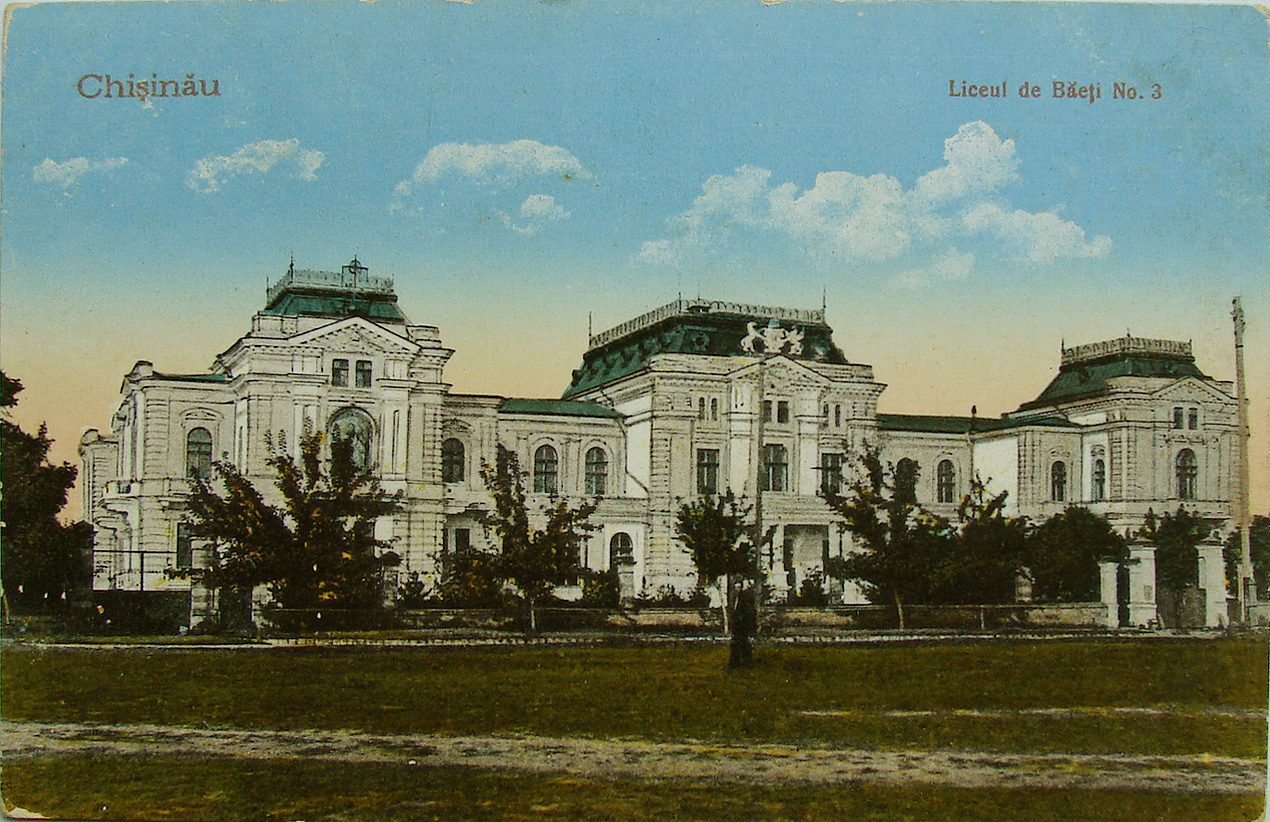
Sediul Sfatului Țării în anii '20

## Organizare administrativ-teritorială
Republica Democratică Moldovenească era împărțită în 9 județe. Aceste județe s-au păstrat și în componența Regatului României.

Județele Republicii Democratice Moldovenești

| Loc   | Unitate teritorială  | Populație, mii loc. | Suprafața, km² | Densitate, loc./km² |
| ----- | -------------------- | ------------------- | -------------- | ------------------- |
| 01.   | Județul Cetatea Albă | 265,2               | 7.595          | 34,9                |
| 02.   | Județul Bălți        | 211,4               | 5.260          | 37,6                |
| 03.   | Județul Cahul        | ---                 | 4.442          | ---                 |
| 04.   | --- Județul Chilia   | ---                 | 4.229          | ---                 |
| 05.   | Județul Hotin        | 307,5               | 3.782          | 81,3                |
| 06.   | Județul Lăpușna      | 279,6               | 4.181          | 66,8                |
| 07.   | Județul Orhei        | 213,4               | 4.246          | 50,2                |
| 08.   | Județul Soroca       | 218,8               | 4.331          | 50,5                |
| 09.   | Județul Tighina      | 194,9               | 6.333          | 30,7                |
| TOTAL | TOTAL                | 3.555,2             | 44.399         | 119,93              |

## Unirea cuRomânia
În 27 martie/ 9 aprilie 1918, Sfatul Țării, organul conducător al republicii, a votat unirea Republicii Democratice Moldovenești cu România. Votul de unire cu România a fost dat prin 86 voturi pentru, 3 împotrivă și 36 abțineri. Tratatul de la Paris (1920) a confirmat unirea Basarabiei cu România.

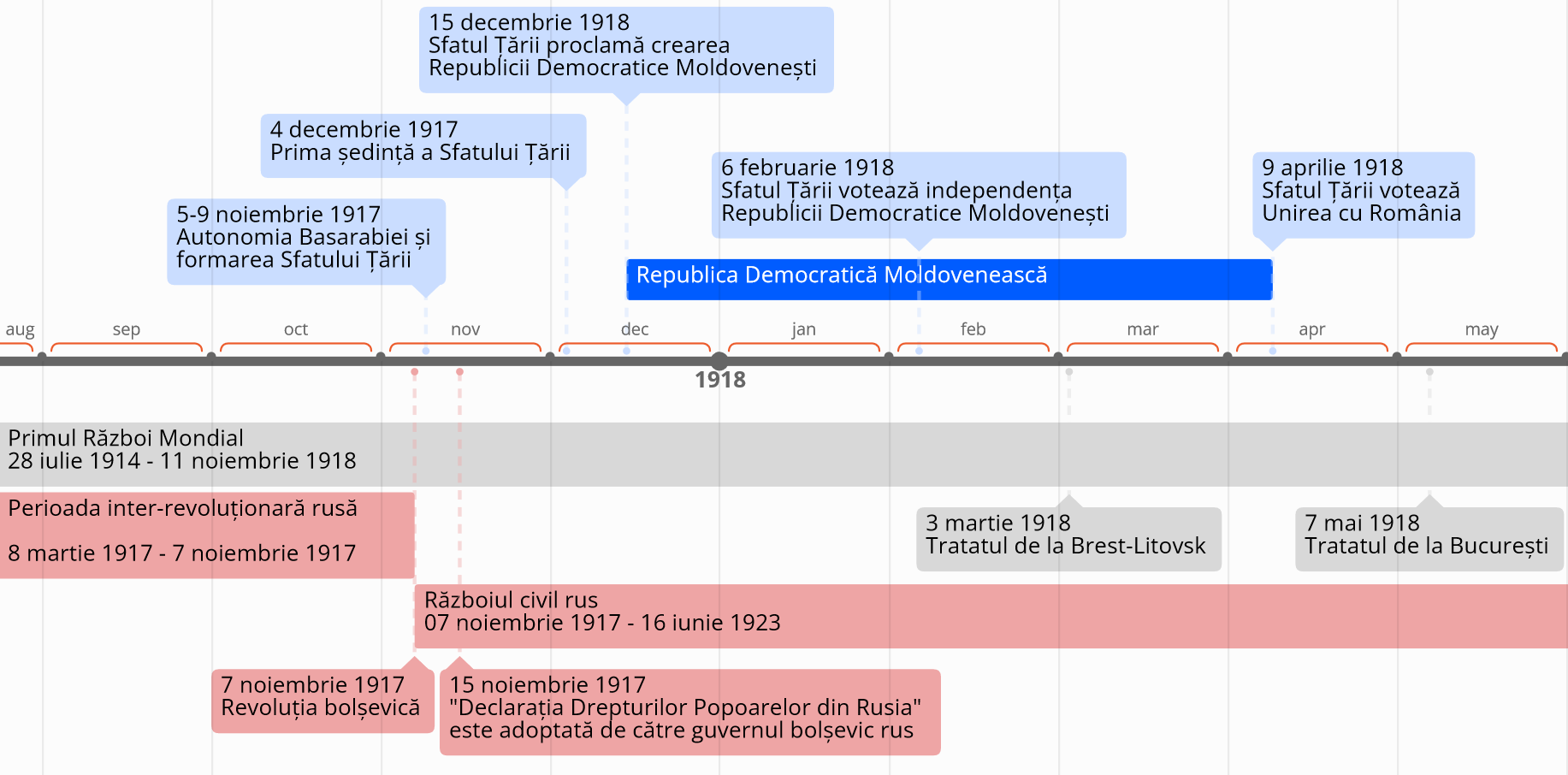
Unele evenimente cheie și contextul istoric în care a existat Republica Democratică Moldovenească. Toate datele se referă la calendarul gregorian (stil nou)

## Soarta foștilor membri aiSfatului Țăriisub regimul sovietic
Sfatul Țării a făcut din Basarabia primul teritoriu de limbă română care a proclamat unirea cu România, în martie 1918. Când s-au întors în 1940, sovieticii învățaseră lecțiile acestui eveniment și i-au deportat pe vorbitorii de limbă română care promovaseră bacalaureatul, mai mult de 30.000 oameni care nu avuseseră timp să treacă Prutul pentru a se refugia în Moldova care a rămas românească. În acest „prim lot” care a fost doar începutul unei lungi serii, au fost incluși și 14 foști deputați ai Sfatului Țării, inclusiv un fost ministru al Republicii Democrate Moldovenești. Dosarul nr. 824 păstrat în arhivele Serviciului de Informații și Securitate al Republicii Moldova, relatează soarta acestor deținuți, arestați de sovietici la 29 iunie 1940, după ce URSS, grație Pactului Ribbentrop-Molotov, anexase cu o zi înainte Basarabia.
La 30 iunie 1940, maiorul Sazîkin, șeful NKVD din Chișinău, a trimis „Comisarului Poporului” (ministrul de Interne al URSS), Lavrenti Pavlovici Beria, o telegramă prin care anunța capturarea acestora (de fapt, îi ridicase pe acești bătrâni de la casele lor) și cerea permisiunea de a organiza un proces în stil sovietic sub acuzația de „trădare a intereselor poporului moldovenesc”. dar deținuții aveau să moară în detenție, fără să fi fost „judecați”.